# 対自核-自己カヴァー
『対自核-自己カヴァー』（たいじかく じこカヴァー）は大槻ケンヂのセルフカバーアルバムである。

## 概要
- 筋肉少女帯、まんが道、ソロ、UNDERGROUND SEARCHLIE、特撮、電車からそれぞれの曲をセルフカバー。
- 初回限定盤には2曲追加されている。

## 収録曲
曲名の後に、その曲のオリジナル版のアーティスト名を記載した。
1. Guru【UNDERGROUND SEARCHLIE】
作詞: 大槻ケンヂ / 作曲: 大槻ケンヂ / 編曲: zoe
2. ボヨヨン伝説（ボヨヨンロック〜日本印度化計画〜元祖高木ブー伝説〜これでいいのだ〜踊るダメ人間）【筋肉少女帯・まんが道】
編曲: 成田忍
筋肉少女帯の曲（「ボヨヨンロック」はまんが道の曲）をメドレーにした曲。
  1. ボヨヨンロック
作詞/作曲: 大槻ケンヂ
  2. 日本印度化計画
作詞/作曲: 大槻ケンヂ
  3. 元祖高木ブー伝説
作詞/作曲: 大槻ケンヂ
  4. これでいいのだ
作詞: 大槻ケンヂ / 作曲: 内田雄一郎
  5. 踊るダメ人間
作詞: 大槻ケンヂ / 作曲: 大槻ケンヂ・内田雄一郎・筋肉少女帯
3. カーネーション・リインカネーション【筋肉少女帯】
作詞: 大槻ケンヂ / 作曲: 本城聡章・King-Show / 編曲: 特撮
特撮が演奏参加。後に特撮のベストアルバム『初めての特撮 BEST vol.1』にも収録されるが、そちらは出だしが変わっている。
4. 風車男ルリヲ【筋肉少女帯】
作詞: 大槻ケンヂ / 作曲: 大槻ケンヂ・King-Show / 編曲: zoe
特撮が演奏参加。
5. 詩人オウムの世界【筋肉少女帯】
作詞: 大槻ケンヂ / 作曲: 橘高文彦 / 編曲: zoe
6. あのさぁ【大槻ケンヂ】
作詞: 大槻ケンヂ / 作曲: 大槻ケンヂ / 編曲：zoe
7. モンブランケーキ【大槻ケンヂ】
作詞: 大槻ケンヂ / 作曲: 大槻ケンヂ / 編曲: 三柴理
8. 少年、グリグリメガネを拾う【筋肉少女帯】
作詞: 大槻ケンヂ / 作曲: 大槻ケンヂ・King-Show / 編曲: ハヤシ
POLYSICSが演奏参加。
9. 孤島の鬼【筋肉少女帯】
作詞: 大槻ケンヂ / 作曲: 内田雄一郎 / 編曲: zoe
10. 夢見るショック! 仏小僧【電車】
作詞: 大槻"モヨコ"ケンヂ / 作曲: 石塚"BERA"伯広 / 編曲: zoe
11. サボテンとバントライン【筋肉少女帯】
作詞: 大槻ケンヂ / 作曲: 大槻ケンヂ・King-Show / 編曲: zoe
12. 蜘蛛の糸【筋肉少女帯】
作詞: 大槻ケンヂ / 作曲: 大槻ケンヂ・King-Show / 編曲: 成田忍
13. 天使【大槻ケンヂ】
作詞: 大槻ケンヂ / 作曲: 大槻ケンヂ / 編曲: 三柴理
14. Guru return
作詞: 大槻ケンヂ / 作曲: 大槻ケンヂ / 編曲: zoe

初回限定盤収録曲
1. 機械【筋肉少女帯】
作詞: 大槻ケンヂ / 作曲:本城聡章・筋肉少女帯
2. オッパイマンの唄（オリジナル版）
作詞: 大槻ケンヂ / 作曲：大槻ケンヂ